# Episyrphus obligatus
Episyrphus obligatus är en tvåvingeart som först beskrevs av Charles Howard Curran 1931.  Episyrphus obligatus ingår i släktet flyttblomflugor, och familjen blomflugor. Inga underarter finns listade i Catalogue of Life.